# Megalonotus
Megalonotus is een geslacht van wantsen uit de familie bodemwantsen (Lygaeidae). Het geslacht werd voor het eerst wetenschappelijk beschreven door Franz Xaver Fieber in 1860.

## Soorten
Het genus bevat de volgende soorten:

- Megalonotus antennatus (Schilling, 1829)
- Megalonotus brevicornis (Puton, 1883)
- Megalonotus chiragra (Fabricius, 1794)
- Megalonotus chiragrus (Thomson, 1870)
- Megalonotus colon Puton, 1874
- Megalonotus dilatatus (Herrich-Schäffer, 1840)
- Megalonotus emarginatus (Rey, 1888)
- Megalonotus hirsutus Fieber, 1861
- Megalonotus hoggari (Bergevin, 1930)
- Megalonotus lederi (Horvath, 1880)
- Megalonotus longipilis (Puton, 1884)
- Megalonotus maximus (Puton, 1895)
- Megalonotus merus Seidenstücker, 1979
- Megalonotus mixtus (Horváth, 1887)
- Megalonotus nitidicollis Puton, 1874
- Megalonotus opaconotum (Lindberg, 1953)
- Megalonotus parallelus (Horváth, 1911)
- Megalonotus praetextatus (Herrich-Schäffer, 1835)
- Megalonotus puncticollis (Lucas, 1849)
- Megalonotus rugulosus (Linnavuori, 1953)
- Megalonotus sabulicola (Thomson, 1870)
- Megalonotus scaurus Seidenstücker, 1973
- Megalonotus seidenstueckeri Pericart, 1995
- Megalonotus setosus Puton, 1874
- Megalonotus sophenus Seidenstücker, 1973
- Megalonotus subtilissimus Roubal, 1961
- Megalonotus tricolor (Horváth, 1895)